# Oued El Abtal
Oued El Abtal è un comune dell'Algeria, situato nella provincia di Mascara.